# Acrostatheusis atomaria
Acrostatheusis atomaria là một loài bướm đêm trong họ Geometridae.